# Cwaliny Małe
Cwaliny Małe [t͡sfaˈlinɨ ˈmawɛ] es un pueblo de Mały Płock, Condado de Kolno, Voivodato de Podlaquia, al noreste de Polonia. Se sitúa aproximadamente a 15 km al sur de Kolno y a 84 km al oeste de Białystok.
El pueblo tiene 66 habitantes.